# Johanna Dohnal
Johanna Aloisia Dohnal (Viena, 14 de febrero de 1939 - Grabern, 20 de febrero de 2010) fue una política y activista feminista austriaca, militante del Partido Socialdemócrata de Austria (SPÖ). Como parte de una destacada carrera política, en 1991 se convirtió en la primera ministra de la Mujer de Austria.
Durante su vida, Dohnal fue considerada una de las políticas más conocidas de Austria y un icono del movimiento de mujeres austriaco.

## Biografía

### Infancia y juventud
Dohnal nació con el nombre de Johanna Dietz y creció en el distrito 14 de Viena criada por su abuela, debido a que su madre sufría de tuberculosis. Su infancia estuvo marcada por la lucha de su abuela por la supervivencia, el caos de la guerra, el régimen nazi y el cambio restaurador en Austria después de 1945. Luego de asistir a la escuela primaria y secundaria, comenzó a formarse como empleada industrial en una fábrica de plásticos, debido a que no pudo recibir una educación superior por razones económicas.
En 1956, se convirtió en miembro del Partido Socialdemócrata de Austria (SPÖ). En 1957, se casó con el chofer Franz Dohnal, con quien tuvo dos hijos. Debido a problemas económicos, Dohnal empezó a trabajar de nuevo unas semanas después del primer parto. Después de su segundo embarazo, fue despedida de su trabajo. Como no había servicios de cuidado infantil asequibles, Dohnal empezó a realizar trabajo doméstico a domicilio. No fue hasta 1969 cuando consiguió volver a encontrar un trabajo formal, esta vez como secretaria en un taller de metalistería. En 1976 se divorció de Franz Dohnal.

### Trayectoria política

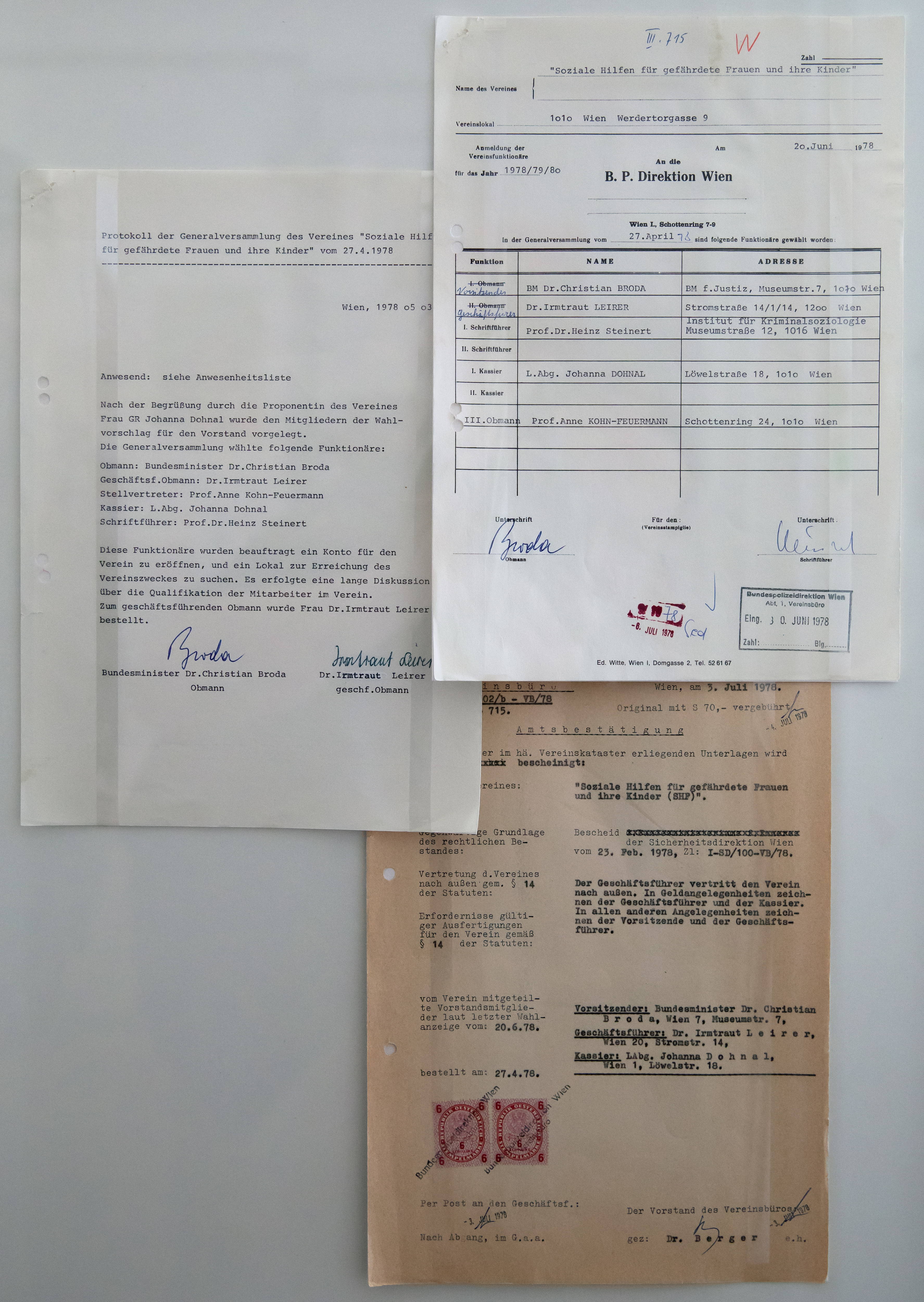
Documentos fundacionales de la asociación Ayuda social para mujeres y niños en peligro, cofundada por Dohnal (1978)

En 1969, Dohnal se convirtió en concejal socialista en el distrito 14 de Viena. En 1971, fue elegida presidenta del SPÖ femenino en su distrito. En 1972 se trasladó a la sede del partido SPÖ, donde trabajó como secretaria estatal de la mujer para Viena hasta 1979. De 1973 a 1979, durante el periodo del alcalde Leopold Gratz, fue miembro del Ayuntamiento y del Parlamento del Estado de Viena. En 1978, Dohnal cofundó la asociación Ayuda social para mujeres y niños en peligro, que creó el primer refugio para mujeres en Viena.
Después de muchos años de actividad en el campo de la política de igualdad de derechos, Bruno Kreisky incorporó a Dohnal al gobierno federal de Kreisky IV en 1979 como secretaria de Estado para Asuntos Generales de la Mujer. Trabajó intensamente en la política austriaca de mujeres e implementó numerosas mejoras legales, especialmente para las mujeres trabajadoras. También participó en políticas de paz, educación y desarrollo . Dohnal siguió siendo secretaria de Estado para la Mujer en todos los gobiernos hasta 1990.
En enero de 1991, Dohnal se convirtió en Ministra Federal de Asuntos de la Mujer bajo el Canciller Franz Vranitzky, convirtiéndose en la primera ministra austríaca de Asuntos de la Mujer en la historia del país. Ocupó el cargo ministerial hasta 1995.
En 1987, Dohnal fue nombrada presidenta del grupo de mujeres del SPÖ y vicepresidenta federal del partido, cargo que ocupó hasta 1995. A principios de los años 90, por iniciativa de Dohnal, en Austria se consagraron en la ley varios derechos fundamentales de las mujeres, como la abolición de la tutela oficial para las madres solteras, el derecho a rechazar la entrada conyugal en casos de violencia doméstica y la prohibición legal del acoso sexual.

### Retiro de la política
En 1993 se aprobaron leyes de igualdad de trato para el servicio público y se introdujo una cuota para mujeres en las universidades y en los ministerios. Sin embargo, a mediados de la década de 1990, después de los primeros éxitos electorales del político Jörg Haider, se inició un giro conservador en Austria. Las iniciativas promovidas por Dohnal y ella misma como persona fueron entonces fuertemente cuestionadas. Dohnal se defendió, pero no pudo hacer nada decisivo para contrarrestar el cambio ideológico en el país. En 1995, Vranitzky la destituyó del gobierno como Ministra de la Mujer. Dohnal se retiró entonces de la política electoral y no volvió a postularse para ningún cargo político.
A partir de 1995, Dohnal se involucró de forma no electoral en los ámbitos políticos en los que había estado involucrada apasionadamente durante décadas. Trabajó con universidades, ONGs, organizaciones de mujeres y sindicatos y continuó su lucha por la igualdad de la mujer en el Estado y la sociedad y sus ideales socialistas a través de internet.
En 2008 publicó de la mano de la editorial Studienverlag el libro Innensichten österreichischer Frauenpolitiken (Visiones internas de la política de mujeres en Austria), en el que escribió sobre el desarrollo de la política de mujeres en Austria, desde las reformas de los años 70 hasta la cooperación con el movimiento autónomo de mujeres, pero también sobre las disputas dentro del SPÖ (como por ejemplo el conflicto con Rotraud A. Perner ).

### Vida privada

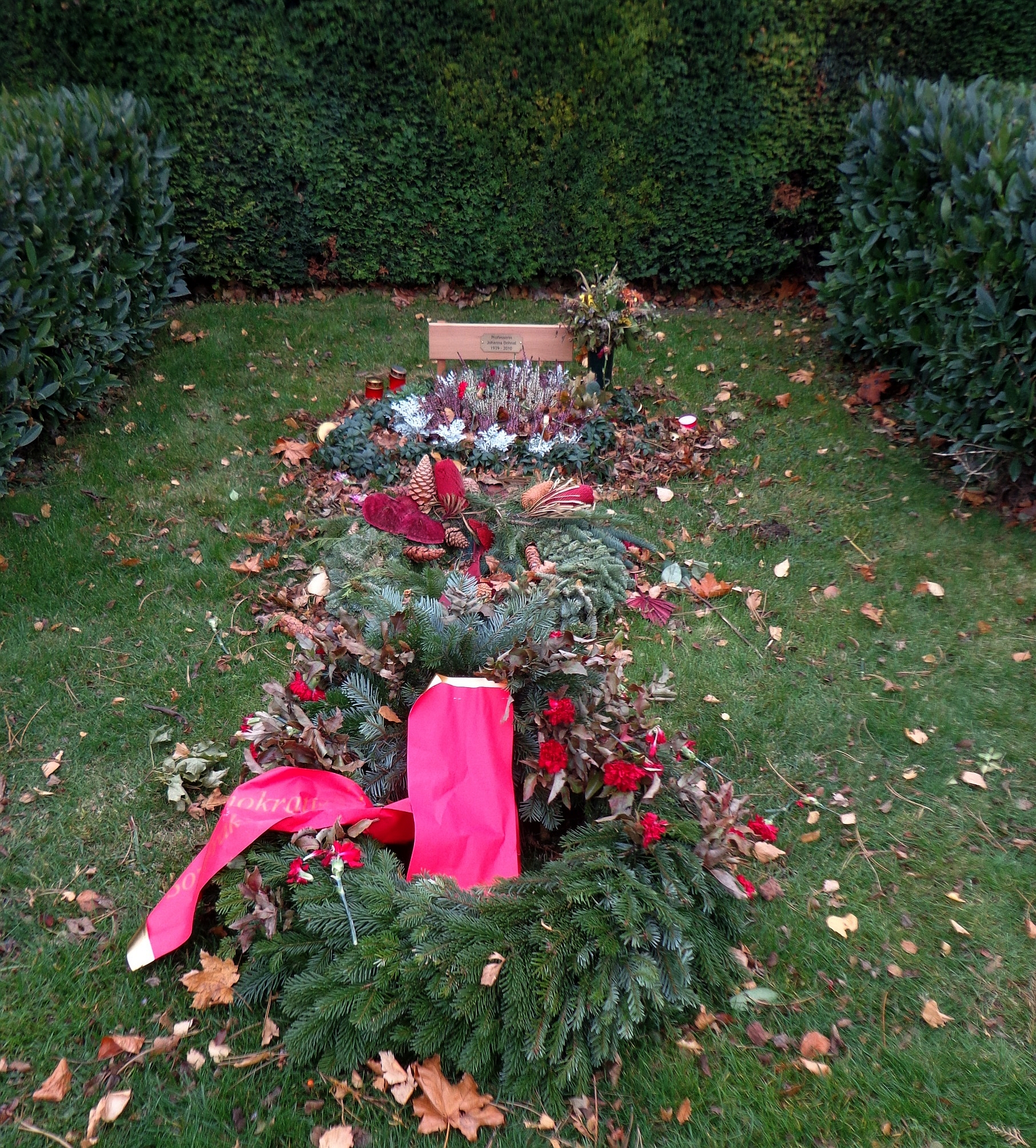
Tumba honoraria de Johanna Dohnal, ubicada en el cementerio Central de Viena.

Desde 1981, vivió en una relación afectiva con la concejala municipal del SPÖ Annemarie Aufreiter, con quien registró una unión civil a principios de 2010, poco tiempo después de que entrara en vigor la Ley de Uniones Registradas, el 1 de enero de 2010.
El hijo de Dohnal, Robert, murió en enero de 2008. Su hija Ingrid trabajaba en ese entonces como asistente en la Asociación de Casas de Acogida para Mujeres de Viena, de la que Johanna Dohnal era presidenta honoraria.
Johanna Dohnal falleció a los 71 años como consecuencia de problemas cardíacos en su casa de campo de Mittergrabern. En este contexto, las declaraciones oficiales destacaron la destacada posición de Johanna Dohnal en favor de la igualdad de derechos y los derechos de las mujeres en Austria. Tras su incineración el 9 de marzo de 2010, fue enterrada en una tumba honoraria de la ciudad de Viena en el Cementerio Central, cerca de las tumbas de Hertha Firnberg y Rosa Jochmann (Grupo 32C, Nº 1A).
Su compañera de vida, Annemarie Aufreiter, solicitó la concesión de una pensión de viudez. Sin embargo, la solicitud fue rechazada porque las dos mujeres sólo habían tenido su relación registrada de forma oficial durante unas pocas semanas.

## Reconocimientos

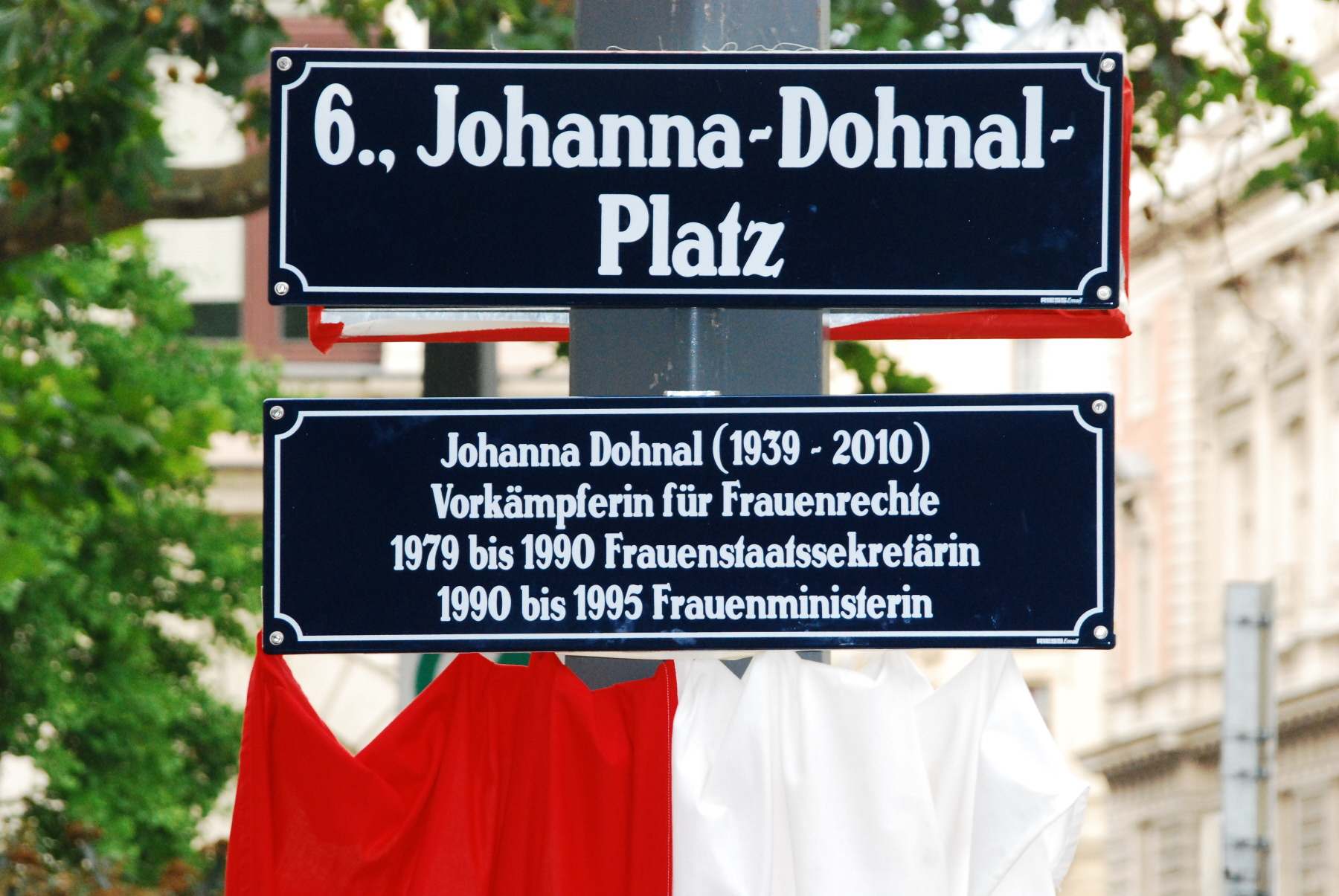
Plaza Johanna-Dohnal-Platz en el barrio Mariahilf de Viena.

- En 1994 recibió la Gran Condecoración de Honor en Oro por sus servicios a la República de Austria.[16]

- Premio de la Mujer de Viena 2008.

- El 16 de julio de 2009 recibió el título profesional de Profesora, otorgado por el presidente Federal de Austria.

- El 27 de septiembre de 2011, el edificio municipal en Jenullgasse 18–26 en Viena-Penzing, terminado originalmente en 1932, recibió el nombre de Johanna-Dohnal-Hof.[17]

- El 5 de junio de 2012, por resolución del 7 de noviembre de 2011, la plaza Johanna-Dohnal-Platz en Viena-Mariahilf (distrito 6) recibió su nombre.[18]